# Lubuk Sematung
Lubuk Sematung is een bestuurslaag in het regentschap Bengkulu Utara van de provincie Bengkulu, Indonesië. Lubuk Sematung telt 523 inwoners (volkstelling 2010).